# Diam's
Mélanie Georgiades (pronunciació francesa: [melani ʒɔʁʒjad] coneguda pel seu nom artístic Diam's (Nicòsia, 25 de juliol de 1980) és una rapera i cantant francesa d'origen xipriota grec.

## Inicis de carrera
El 1998, quan tenia només 19 anys, Diam's va signar amb Música de BMG que Publica França un contracte de desenvolupament. Amb l'ajuda de l'editor, Diam's va treballar el seu projecte que va acabar signant amb Rècords Universals el 1999. Més tard va aparèixer en una cançó de l'àlbum de DJ Mehdi publicat el 2002 anomenat "(La Història De) Espion".
El 2003 amb Brut de Femme va saltar a la fama, assolint l'or entrat en el top 10 dels singles "DJ".
El 2005, va consolidar la seva importància com a compositora amb "Ma Philosophie". Aquell mateix any, va col·laborar amb cantant indonesi Anggun per la seva cançó "Juste Être Une Femme" (Només ser una Dona), la qual es va presentar en la versió francesa del seu àlbum d'estudi Luminescència.

## Dans ma bulle2006
Dans ma bulle (Dins la meva Bombolla) va ser llançat el febrer del 2006, debutant a ser numero u a la llista d'àlbums francesos venent 50,000 còpies en la seva primera setmana. El primer single de Diam's Dans Ma Bulle, La Boulette (La boleta) va obtenir una popularitat immensa. Durant 6 setmanes es va mantenir com a àlbum francès número u. El seu segon single Jeune Demoiselle va arribar a ser #4. Ma França à moi i nocturns de Confessions amb Vitaa també van ser populars. Dans Ma Bulle va ser l'àlbum francès que es va vendre més el 2006 i va aconseguir el títol de diamant (1,000,000 còpies venudes). Diam's també va guanyar el premi a millor acte francès del 2006 als MTV Europe Music Awards.

## Vida personal
Diam's és coneguda pel seu activisme polític tant per les seves lletres, com per la seva imatge pública. Va convertir-se a l'islam el 2008 i porta el Jilbāb.

## Discografia

### Àlbums
| Any  | Àlbum                        | Posició aconseguida | Posició aconseguida | Posició aconseguida | Posició aconseguida |
| Any  | Àlbum                        | FR                  | FR (DD)             | BEL (WA)            | SWI                 |
| ---- | ---------------------------- | ------------------- | ------------------- | ------------------- | ------------------- |
| 1999 | Premier mandat               | -                   | -                   | -                   | -                   |
| 2003 | Brut de femme                | 7                   | -                   | 45                  | -                   |
| 2004 | Ma vie / Mon Viu (àlbum Viu) | 53                  | -                   | -                   | -                   |
| 2006 | Dans ma bulle                | 1                   | -                   | 3                   | 19                  |
| 2009 | S.O.S.                       | 1                   | 1                   | 6                   | 18                  |

### Singles
| 2003                              | "DJ" (vídeo de música dirigit per J.G Biggs)                                           | 2  | -  | 1  | 16 |
| 2003                              | "Incassables"                                                                          | 31 | -  | 8  | 29 |
| 2004                              | "Évasion" (Diam feat. Xina)                                                            | 29 | -  | 31 | 45 |
| 2006                              | "La boulette (Génération nan nan)"                                                     | 1  | 2  | 1  | 12 |
| 2006                              | "Jeune Demoiselle"                                                                     | 4  | 3  | 3  | 20 |
| 2007                              | "Ma França à moi"                                                                      | 11 | -  | 12 | -  |
| 2009                              | "Sóc algú"                                                                             | -  | -  | -  | -  |
| 2009                              | "Enfants du désert"                                                                    | -  | 6  | 21 | 80 |
| 2010                              | "Coeur de bombe"                                                                       | -  | 43 | -  | -  |
| 2010                              | "Peter Cassola"                                                                        | -  | -  | -  | -  |
| Col·laboració amb altres artistes |                                                                                        |    |    |    |    |
| 2003                              | "Un peu de Respecte" (Senyora Laistee feat. Diam És)                                   | 90 | -  | -  | -  |
| 2003                              | "Promesa" (vídeo de música dirigit per J.G Biggs) (Kamnouze vs. Diam feat. Jango Jack) | 50 | -  | -  | -  |
| 2004                              | "Relève la tête" (Kery James feat. Diam És, Passi, Mat & Kool Shen)                    | 39 | -  | -  | -  |
| 2006                              | "Les mains en l'Aire" (Almirall T feat. Diam És)                                       | 29 | -  | -  | 76 |
| 2006                              | "No c era no (omri omri)" (Cheb Mami feat. Diam És & Leslie)                           | 30 | -  | -  | -  |

1. ↑  Descàrregues Digitals
2. ↑  Descàrregues Digitals

## Reconeixements
| Any  | Premi                               | Cetgoria                                     | Resultat   |
| ---- | ----------------------------------- | -------------------------------------------- | ---------- |
| 2004 | Victoires de la Musique             | Rap/Maluc-hop àlbum de l'any (Brut de Femme) | guanyadora |
| 2006 | Música d'Europa del MTV Atorga 2006 | Millor acte francès                          | guanyadora |
| 2007 | Premis de Música del NRJ            | Francophone Àlbum de l'Any (Dans Ma Bulle)   | guanyadora |
| 2007 | Premis de Música del NRJ            | Francophone Artista femella de l'Any         | guanyadora |
| 2007 | Premis de Música del NRJ            | Francophone Cançó de l'Any (La Boulette)     | guanyadora |
| 2007 | Premis de Música del NRJ            | Vídeo de música de l'Any (Jeune Demoiselle)  | nominada   |
| 2007 | L'Année Du Maluc Hop                | Millor cançó (La Boulette)                   | guanyadora |
| 2007 | L'Année Du Maluc Hop                | Millor Artista de Rap                        | guanyadora |
| 2007 | L'Année Du Maluc Hop                | Millor àlbum (Dans Ma Bulle)                 | guanyadora |
| 2010 | Premis de Música del NRJ            | Francophone Àlbum de l'Any (S.O.S.)          | nominada   |
| 2010 | Premis de Música del NRJ            | Francophone Artista femella de l'Any         | nominada   |